# Alan Elsdon
Alan R. Elsdon (* 15. Oktober 1934 in Chiswick, London; † 2. Mai 2016) war ein britischer Trompeter und Flügelhornist des Traditional Jazz.

## Leben
Alan Elsdon studierte u. a. bei Tommy McQuater Trompete und leitete in den frühen 1950er Jahren seine eigene Riverside Jazz Band. Seine Profikarriere begann im Dezember 1954 in der Band von Cy Laurie, in der er bis Frühjahr 1956 blieb. Während seines Militärdienstes war er Mitglied einer Band der Royal Air Force und weiterhin bei Graham Stewart (1957–1959). Von 1959 bis 1961 spielte er bei Terry Lightfoot, dort u. a. an der Seite von Kid Ory und Red Allen. Elsdon leitete danach von 1961 bis in die 1980er Jahre eine eigene Formation, mit der er unter anderem mit Edmond Hall, Albert Nicholas, Wingy Manone, Willie The Lion Smith und Howlin’ Wolf auftrat und Dionne Warwick sowie die Isley Brothers begleitete. Von 1978 bis 1985 gehörte er auch Keith Nichols Band Midnight Follies an und in kleineren Formationen unter Nichols’ Leitung. Von den 1980er Jahren an betätigte sich Elson auch als Komponist und Lehrer. 1996 spielte er mit Marty Grosz (Jazz for Fun); 1998 wirkte er an dem Album Tribute to Kid Ory des Klarinettisten Brian White mit. Mit Neville Dickies Rhythmakers war er auf Gastspielreise in Kanada, mit einer All Star Band um David Mills im Nahen Osten.

## Diskographische Hinweise
- Cy Laurie: Blows Blue Hot (Lake, 1954/55)
- Featuring Alan Elsdon (Lake, 1955–1975)
- Edmond Hall with Alan Elsdon (Jazzology, 1966)
- Albert Nicholas with Alan Elsdon's Band (1967)
- Jazz Journeymen (Black Lion Records, 1977)